# Regina Becker-Schmidt
Regina Becker-Schmidt, född 6 maj 1937, död 14 september 2024, var en tysk sociolog och socialpsykolog. Hon var professor emeritus vid Hannovers universitet och tillhörde Frankfurtskolan. I sin forskargärning inriktade hon sig på samhällsteori, kritisk teori, socialpsykologi och genusvetenskap.

## Biografi
Becker-Schmidt studerade sociologi, filosofi, nationalekonomi och socialpsykologi vid universitetet i Frankfurt am Main och vid Sorbonne i Paris. Efter att ha avlagt doktorsexamen undervisade hon vid Institutet för socialforskning i Frankfurt. År 1973 utnämndes Becker-Schmidt till professor vid Hannovers universitet. Hon pensionerades år 2002.
Becker-Schmidt formulerade bland annat en feministisk variant av den kritiska teorin.